# Fernando Kanapkis
Fernando Alfredo Kanapkis (Montevideo, 6 juni 1966) is een voormalig  profvoetballer uit Uruguay. Hij speelde als verdediger en beëindigde zijn actieve carrière in 2003 bij Racing Club de Montevideo. Kanapkis verdiende zijn brood als profvoetballer in Uruguay, Argentinië en Brazilië.

## Interlandcarrière
Kanapkis speelde in totaal 20 interlands voor zijn vaderland Uruguay, en scoorde vijf keer voor de Celeste. Hij maakte zijn debuut voor de nationale ploeg op 30 april 1992 in de vriendschappelijke thuiswedstrijd tegen Brazilië (1-0), net als Luis Barbat (Liverpool FC), Luis Carlos Sánchez (CA Peñarol), Walter Peletti (CA Huracán), Hugo Guerra (Club Gimnasia y Esgrima) en doelpuntenmaker Adrián Paz (CA Peñarol). Kanapkis vormde in dat duel een verdediging met Leonardo Ramos, Cecilio de los Santos en Nelson Cabrera. Hij nam met zijn vaderland in 1993 deel aan de strijd om de Copa América in Ecuador, waar de ploeg in de kwartfinales werd uitgeschakeld door  Colombia na strafschoppen.
| Interlanddoelpunten | Interlanddoelpunten | Interlanddoelpunten | Interlanddoelpunten | Interlanddoelpunten | Interlanddoelpunten | Interlanddoelpunten | Interlanddoelpunten |
| #                   | Datum               | Locatie             | Wedstrijd           | Goal(s)             | Score               | Uitslag             | Wedstrijd           |
| ------------------- | ------------------- | ------------------- | ------------------- | ------------------- | ------------------- | ------------------- | ------------------- |
| 1                   | 04/07/1992          | Montevideo          | Uruguay – Ecuador   | 8'                  | 1 – 0               | 3 – 1               | Oefeninterland      |
| 2                   | 19/06/1993          | Ambato              | Uruguay – Venezuela | 80'                 | 2 – 2               | 2 – 2               | Copa América        |
| 3                   | 22/06/1993          | Quito               | Ecuador – Uruguay   | 65'                 | 1 – 1               | 2 – 1               | Copa América        |
| 4                   | 29/08/1993          | Montevideo          | Uruguay – Venezuela | 7'                  | 1 – 0               | 4 – 0               | WK-kwalificatie     |
| 5                   | 29/08/1993          | Montevideo          | Uruguay – Venezuela | 31'                 | 2 – 0               | 4 – 0               | WK-kwalificatie     |

## Erelijst
CA Fénix
- Segunda División

1985
 Danubio FC
- Uruguayaans landskampioen

1988